# Clan Serino
(Gianluigi Serino, da intercettazione ambientale)
Il clan Serino è un sodalizio di tipo camorristico originario della città di Sarno, in provincia di Salerno.

## Storia
Il clan di Aniello Serino, detto O' Pope, capo indiscusso dell'organizzazione e della malavita organizzata sarnese e legato al "padrino" Carmine Alfieri, è stato, per oltre vent'anni, molto influente nella città di Sarno, centro a nord dell'Agro Nocerino-Sarnese. Per molti anni, prima di addivenire alla stipulazione di un patto di non belligeranza, ai Serino (affiliati alla Nuova Famiglia) si era contrapposta l'altra consorteria camorristica sarnese, quella facente capo alla famiglia Parlato e al suo capostipite Luigi (affiliata alla Nuova Camorra Organizzata) e oggi non più in attività. Nel corso degli anni, i due clan hanno però avuto altri contrasti per la gestione del territorio e del business delle macchinette video poker nei pubblici esercizi. 
La gestione del clan è finita nelle mani di Matteo Serino, figlio del più noto Aniello, e come il padre detenuto. A Matteo Serino, carcerato per omicidio, è subentrato Gianluigi Serino, altro figlio del boss sarnese O' Pope, che secondo le fonti, durante la detenzione del padre e del fratello Matteo, è divenuto il reggente della cosca. Gianluigi Serino, mediante il suo referente politico, Franco Annunziata, consigliere provinciale e già candidato sindaco di Sarno, era riuscito ad infiltrarsi nell'amministrazione comunale del comune ai piedi del Pizzo d'Alvano, tentando di condizionarla, e nel mondo dell'imprenditoria. Il tutto è venuto a galla a seguito di una indagine del Ros dei Carabinieri di Salerno cominciata nel 2013 per capire le ragioni del monopolio del noleggio di videopoker nella zona da parte di un imprenditore di Boscoreale, terminata con 21 arresti. 
L'azienda di Raffaele Vitiello, imprenditore di Boscoreale, previo l'appoggio della camorra di Sarno, aveva sviluppato un grosso volume d’affari, che si estendeva tra le province di Napoli, Salerno e Foggia. Inoltre, nell'arco di circa due anni, il Ros ha documentato come Gianluigi Serino gestisse le piazze di spaccio locali e il business dei videopoker, appoggiando altri due imprenditori del settore, Vincenzo Lapelazulli e Pompeo Delli Bovi; il clan si sarebbe, inoltre, reso responsabile di episodi di abigeato, anche nelle province di Avellino e Potenza; ancora, secondo le Forze dell'Ordine, tali iniziative non sarebbero sfuggite al boss Aniello, detenuto a Padova, il quale avrebbe anche impartito consigli e dritte ai familiari non detenuti, attraverso i colloqui in carcere. 
Secondo la relazione della Dia del 2019, il clan Serino sarebbe ancora in attività e i suoi principali interessi sarebbero attività quali le estorsioni, l'usura e il traffico di sostanze stupefacenti; i proventi di tali attività illecite, vengono tutti reinvestiti in attività commerciali o ricreative. È stata accertata, inoltre, la capacità del clan di penetrare nell'amministrazione comunale locale, già sciolta per infiltrazioni camorristiche. Nondimeno, oggi la presenza del clan Serino appare, rispetto agli anni precedenti, molto più fievole. 
Un nipote di Aniello Serino, Ferdinando Corrado, è stato condannato per aver allestito una rete di aziende gestite da prestanome per il riciclaggio dei proventi illeciti delle attività criminose; è stato inoltre accusato di illeciti societari ed ha subìto un sequestro di beni per 15 milioni di euro. Corrado, detenuto in carcere dal 2012, nel giugno del 2019 è stato scarcerato e sottoposto alla misura cautelare degli arresti domiciliari.
Oltre ai clan locali, a Sarno sono presenti i clan Cava e Graziano del comune di Quindici; un esponente del clan Serino avrebbe ucciso nel 1989 due nipoti di uno dei membri di spicco della famiglia Graziano, poiché sospettato di aver fatto a sua volta uccidere un fratello di Aniello Serino, al tempo della faida tra la Nuova Famiglia e la Nuova Camorra Organizzata di Raffaele Cutolo.